# Дон Хуан Матус
Дон Хуан Матус (на испански: Don Juan Matus) е главен герой в серията от книги на Карлос Кастанеда. Той е описан като индианец яки, с когото Кастанеда се среща близо до границата между САЩ и Мексико в началото на 1960-те години. Истинското съществуване на Дон Хуан е предмет на дълги диспути.

## Някои от идеите от учението на Дон Хуан
- Вътрешно мълчание – състояние в което липсват мисли породени от егото. Това състояние способства достигане до директно възприятие на енергията от вселената, избягвайки интерпретацията на рационалния ум.
- Сънуване – способността да възприемаме и навлизаме в други реалности или т.нар. второ внимание по време на сън – чрез нашето енергийно или с физическото тяло.
- Будно сънуване – способността да възприемаме и да действаме в ежедневието, или първото внимание.
- Рекапитулация – преглед на събития от нашия живот с цел припомняне на елементите, конструиращи случката и възстановяване на енергията, която сме загубили и която сме поели по времето на ситуацията.
- Енергийно тяло – сияйна сфера с размери приблизителни на физическото тяло, която е свързана с физическото чрез т.нар. събирателна точка, която е разположена на една ръка разстояние зад плешките на физическото тяло.
- Събирателна точка – мястото, където възниква възприятието.
- Тенсегрити – термин, зает от архитекта Бъкминстър Фулър. Другото име на Магическите пасове – движения практикувани от мексиканските шамани с цел подобряване на физическото състояние и създаване на чувство за благополучие.